# Ljubsja

Ljubsja (ryska Любша) är en arkeologisk plats i norra Ryssland, och är belägen längs floden Volchov. Här har upptäckts rester efter en nordisk (eller nordisk-slavisk) fornborg från början av 700-talet.